# كومبتومتر (آلة حاسبة ميكانيكية)

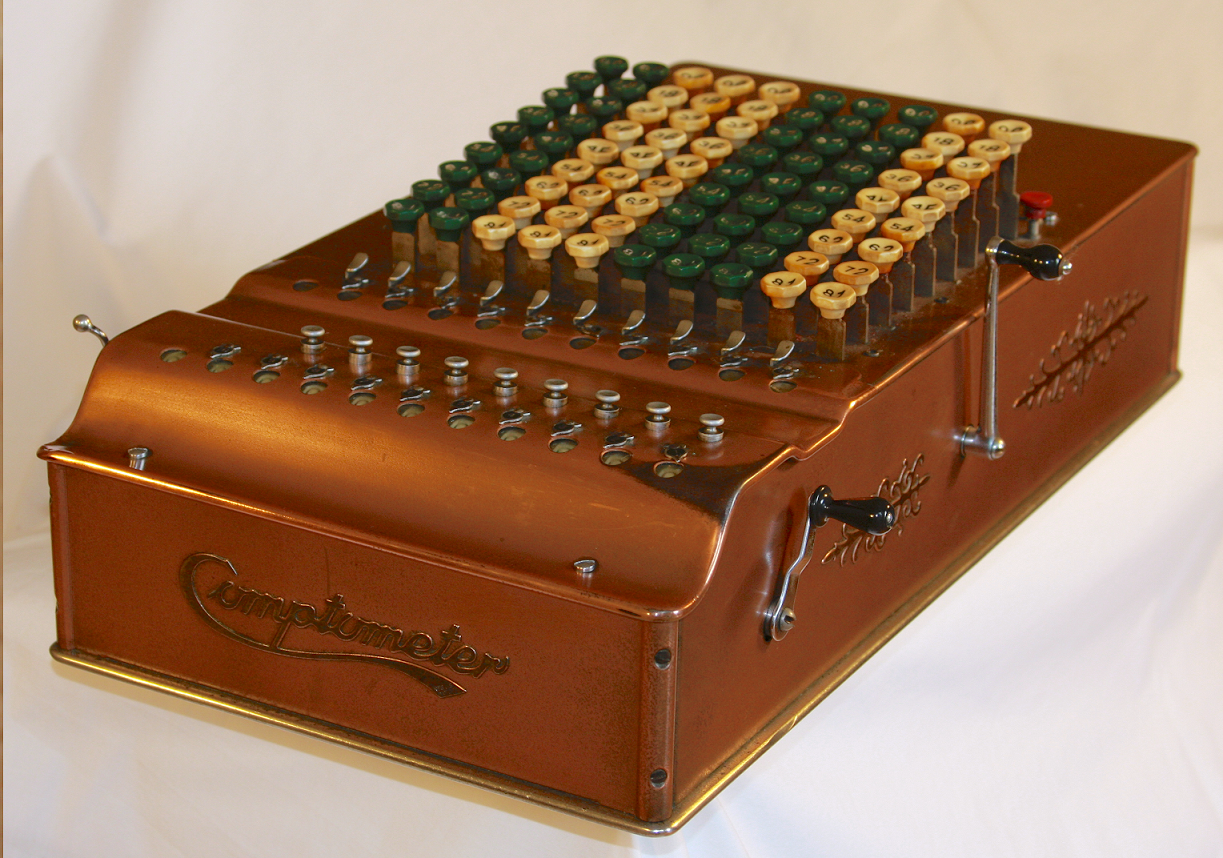
نموذج ST (ثلاثينيات القرن العشرين)

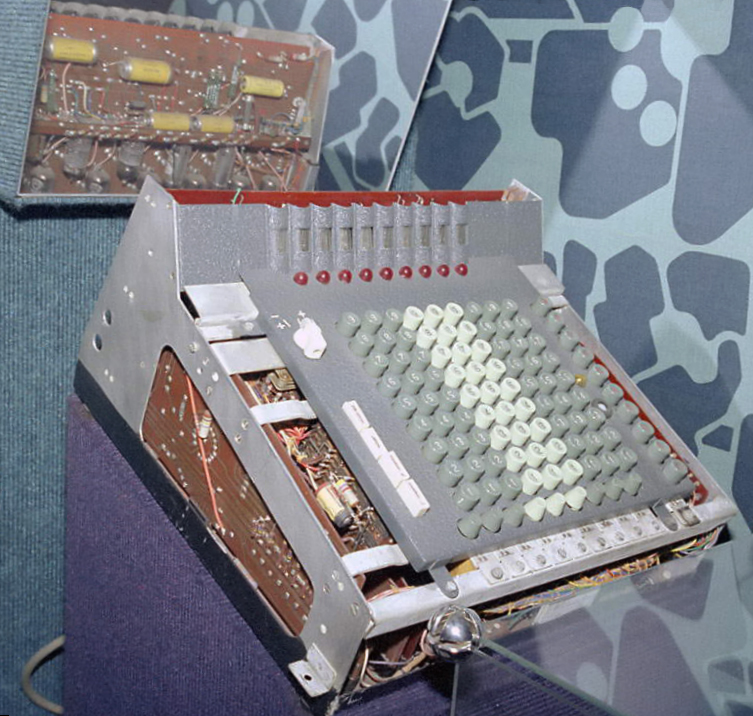
نموذج أولي لأول آلة حاسبة مكتبية إلكترونية بالكامل طرحتها شركة Sumlock Comptometer Ltd البريطانية

الكومبتومتر (بالإنجليزية: Comptometer) كانت أول آلة حاسبة ميكانيكية تُشغَّل بالمفاتيح تحقق نجاحًا تجاريًا، وقد حصل دور فيلت على براءة اختراعها في الولايات المتحدة عام 1887.
تُعد الآلة الحاسبة التي تعمل بالمفاتيح سريعة للغاية لأن كل مفتاح يُضيف أو يطرح قيمته إلى المجمع بمجرد الضغط عليه، ويمكن للمُشغِّل الماهر إدخال جميع أرقام الرقم دفعة واحدة باستخدام عدد من الأصابع حسب الحاجة، مما يجعلها أحيانًا أسرع من الآلات الحاسبة. ونتيجة لذلك، ظل استخدام آلات الكومبتومتر مستمرًا في تطبيقات متخصصة بأعداد محدودة حتى أوائل التسعينيات، لكن باستثناء القطع الموجودة في المتاحف، فقد تم استبدالها بالكامل الآن بالحاسبات الإلكترونية والحواسيب.
تم تصنيعها دون انقطاع من عام 1887 حتى منتصف السبعينيات، وكانت تُطوَّر باستمرار. فقد تم تحسين النسخ الميكانيكية لتصبح أسرع وأكثر موثوقية، ثم أُضيف خط من النماذج الكهروميكانيكية في ثلاثينيات القرن العشرين. وكانت أول آلة حاسبة ميكانيكية تتلقى محركًا إلكترونيًا بالكامل عام 1961، وذلك في نموذج آلة أنيتا الحاسبة من شركة سوملوك الذي أصدرته شركة سوملوك كومبومتر. وقد شكل ذلك حلقة الوصل بين صناعات الآلات الحاسبة الميكانيكية والإلكترونية.
وعلى الرغم من أن الكومبتومتر كانت في الأساس آلة جمع، فقد كانت قادرة أيضًا على إجراء الطرح والضرب والقسمة. وكان لوح مفاتيحها يتكوَّن من ثمانية أعمدة أو أكثر، يحتوي كل عمود على تسعة مفاتيح. وقد أُنتجت نماذج خاصة من الكومبتومتر بمصفوفات مفاتيح مختلفة لأغراض متعددة، منها حساب أسعار الصرف، والوقت، والوحدات الإمبراطورية. وكان اسم "كومبتومتر" يُستخدم سابقًا على نطاق واسع كـعلامة تجارية عامة لهذه الفئة من الآلات الحاسبة.

## التاريخ

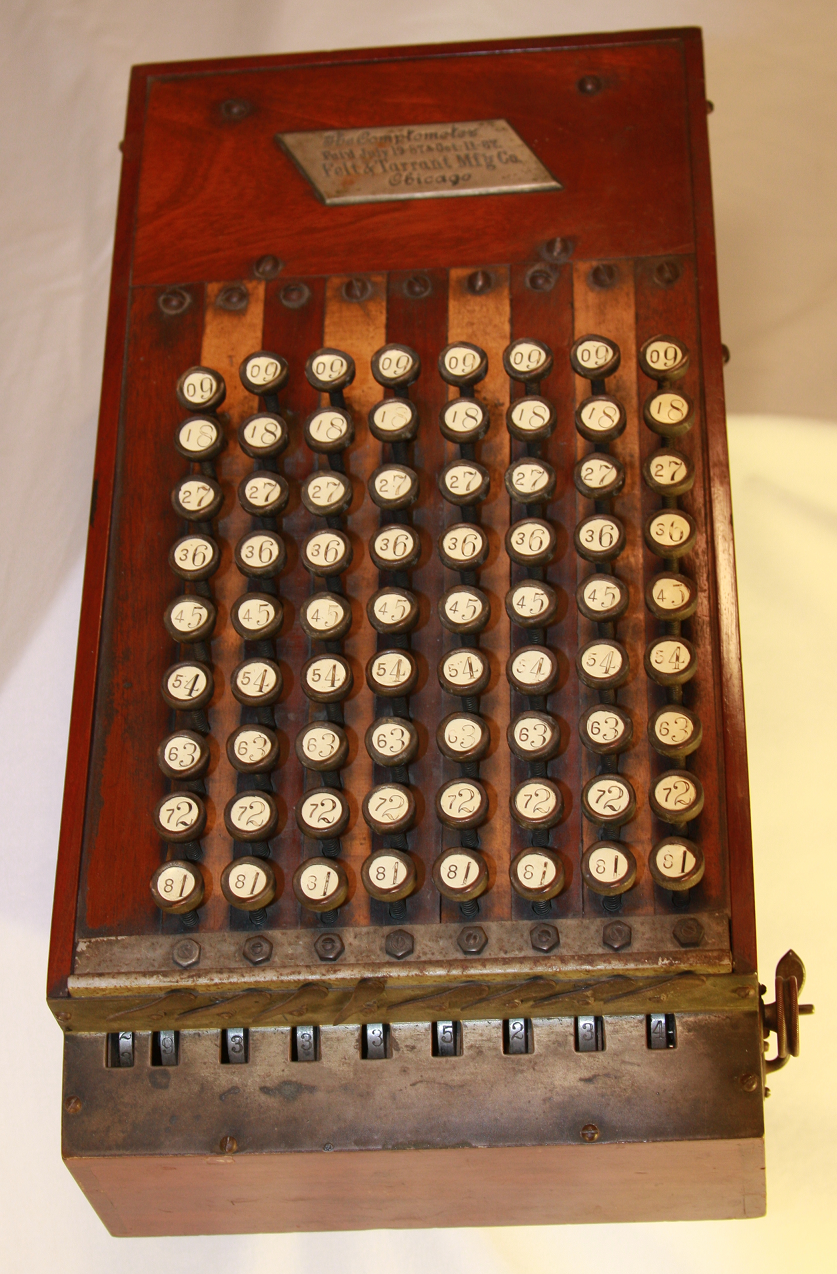
آلة مبكرة (1887)

### الأصول

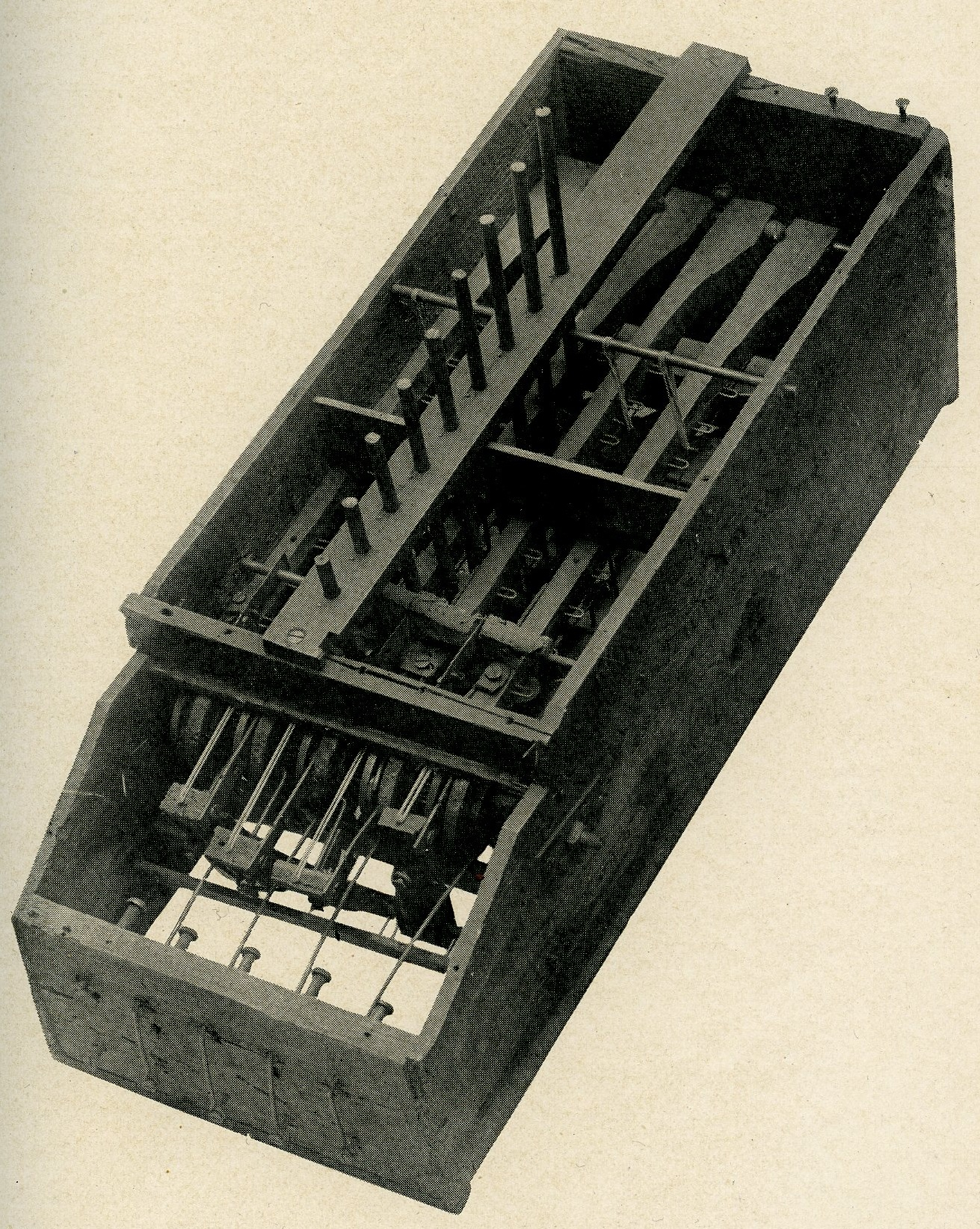
صندوق المكرونة (1885)

يُعد الكومبتومتر امتدادًا مباشرًا للآلة التي تعمل بالمفاتيح والتي اخترعها توماس هيل، والتي حصل على براءة اختراعها في الولايات المتحدة عام 1857، ووريثًا للـآلة الحاسبة لباسكال التي اخترعها بليز باسكال في فرنسا عام 1642. وباستبدال عجلات الإدخال في آلة باسكال بأعمدة من المفاتيح مثل آلة هيل، تم اختراع الكومبتومتر. تُجرى عملية الجمع بنفس الطريقة تمامًا، وتستخدم كل من آلة باسكال والكومبتومتر طريقة الطرح بالتكملة التساعية، ولكن في حالة الكومبتومتر، فإن المشغل هو من يتعين عليه اختيار المفاتيح الصحيحة لإجراء الطرح (إذ تُكتب التكملات التساعية لكل مفتاح بخط صغير بجواره).

### أولى آلات الكومبتومتر
بدأ دور فيلت عمله على الكومبتومتر في عام 1882، وشرع في بناء النموذج الأولي خلال عطلة عيد الشكر (الولايات المتحدة) عام 1884. وبسبب قلة المال، استخدم صندوق مكرونة لصنع الهيكل الخارجي، وأسياخًا ودبابيس مطبخ وأشرطة مطاطية لصنع الآلية الداخلية. وقد أُنجز النموذج الأولي بعد فترة قصيرة من رأس السنة الميلادية لعام 1885. هذا النموذج، المسمى "صندوق المكرونة"، موجود حاليًا في مؤسسة سميثسونيان بـواشنطن العاصمة، الولايات المتحدة.
وبعد فترة وجيزة، منح روبرت تارانت، مالك ورشة في شيكاغو، فيلت راتبًا قدره 6 دولارات في الأسبوع، وطاولة عمل، وما مجموعه نحو 5000 دولار لبناء أول آلة عملية، والتي أتمها في خريف عام 1886.
وبحلول سبتمبر 1887، تم تصنيع ثماني آلات إنتاجية.

### الكومبتومتر والكومبتوغراف

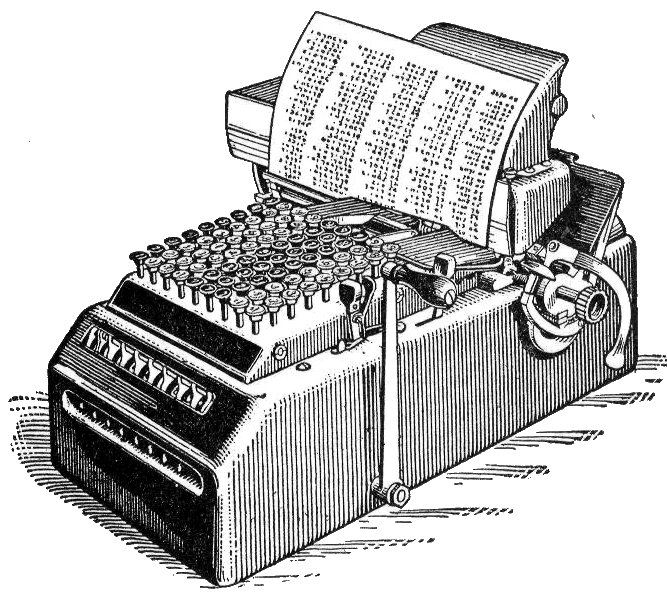
كومبتوغراف (1914)

سُجل تصميم الكومبتومتر الأصلي كبراءة اختراع باسم المخترع الأمريكي دور إي. فيلت. وقد مُنحت أول براءتي اختراع في 19 يوليو 1887 و11 أكتوبر 1887.
وبعد عامين، في 11 يونيو 1889، حصل على براءة اختراع لجهاز الكومبتوغراف. الكومبتوغراف هو كومبتومتر مُزود بآلية طباعة، مما يجعله أقرب إلى آلة حساب تعتمد على إعداد الأرقام عبر المفاتيح (مع أن القيم تُسجل عند الضغط على المفاتيح وليس عند سحب مقبض)، وبالتالي فهو أبطأ وأكثر تعقيدًا في التشغيل. وقد كان أول تصميم لآلة جمع وطباعة يستخدم طباعة بأحرف مخصصة لكل مفتاح، مما جعل ناتج الطباعة واضحًا وسهل القراءة.
تم بيع أول جهاز كومبتوغراف إلى البنك الوطني للتجار والمصنعين في بيتسبرغ، بنسلفانيا، في ديسمبر 1889. وقد كانت هذه أول عملية بيع في التاريخ لآلة تقوم بالجمع والتسجيل معًا. والآلة معروضة حاليًا في مؤسسة سميثسونيان في واشنطن العاصمة.
قامت شركة تصنيع اللباد والتارانت ببناء كلٍّ من الكومبتومتر والكومبتوغراف طوال تسعينيات القرن التاسع عشر. وفي عام 1902، تم إنشاء شركة كومبتوغراف لتصنيع أجهزة الكومبتوغراف فقط، ولكنها أُغلقت في بداية الحرب العالمية الأولى.
وبعد أربعين عامًا، في منتصف خمسينيات القرن العشرين، أعادت شركة شركة كومبتومتر استخدام اسم كومبتوغراف لإطلاق خط جديد من آلات الطباعة ذات المفاتيح العشرية.

### المنافسة
كان الكومبتومتر أول آلة يتم إنتاجها تتحدى هيمنة الآرثموميتر ونظائره؛ لكن هذا لم يحدث على الفور، إذ استغرق الأمر قرابة ثلاث سنوات لبيع أول مئة آلة.

آلات حاسبة ميكانيكية مكتبية قيد الإنتاج خلال القرن التاسع عشر

## الشركات والعلامات التجارية

دبابيس الكومبتومتر

### شركة تصنيع اللباد والتارانت
وقّع فيلت وتارانت عقد شراكة في 28 نوفمبر 1887. وتم تأسيس الشركة تحت اسم تصنيع اللباد والتارانت (بالإنجليزية: Felt & Tarrant Manufacturing Company) في 25 يناير 1889. وغالبًا ما كانت الشركة تستخدم الاختصار Felt & Tarrant Mfg Co في شعارها المطبوع وعلى الآلات التي تنتجها، حيث استُخدمت الواو بدلاً من كلمة "and" كجزء من الاسم الرسمي للشركة.

### شركة كومبتوغراف
في عام 1902، أنشأ فيلت وتارانت شركة ثانية بعد أن قررا تقسيم الأسهم بحيث يمتلك أحدهما حصة الأغلبية (51٪) في شركة، ويحتفظ الآخر بنسبة 49٪ ويشارك في الأرباح. أصبح فيلت المالك الرئيسي لشركة Felt & Tarrant Manufacturing، بينما أصبح تارانت المالك الرئيسي لشركة Comptograph. وفي بداية الحرب العالمية الأولى، أعادت Felt & Tarrant دمج شركة كومبتوغراف ضمنها.

### شركة كومبتومتر
تحولت Felt & Tarrant Mfg Co إلى شركة مساهمة عامة في عام 1947، وتم تغيير اسمها إلى Comptometer Corporation في عام 1957.

### شركة بيل بانش – شركة سوملوك كومبتومتر المحدودة
في عام 1960، اشترت شركة بيل بانش الحقوق البريطانية لتصميم الكومبتومتر وعلامته التجارية، واستمرت في تطويره. وفي عام 1961، تم تغيير اسم قسم "سوملوك" التابع للشركة إلى Sumlock Comptometer Ltd، وبدأت في تسويق أول آلة حاسبة مكتبية إلكترونية بالكامل، وهي ANITA Mark VII. وفي عام 1973، اشترت روكويل الدولية قسم الآلات الحاسبة بالكامل من شركة بيل بانش، لكنها انسحبت من السوق في عام 1976 وأوقفت جميع العمليات.

### شركة فيكتور كومبتومتر
في عام 1961، اندمجت شركة مؤسسة كومبتومتر مع شركة فيكتور لآلات الجمع، ليشكّلا معًا شركة فيكتور كومبتومتر (Victor Comptometer Corporation). وبعد صراع طويل مع ثورة المعالجات الدقيقة، لا تزال الشركة تعمل حتى اليوم تحت اسم فيكتور تكنولوجي المحدودة (Victor Technology LLC).

## التطوير

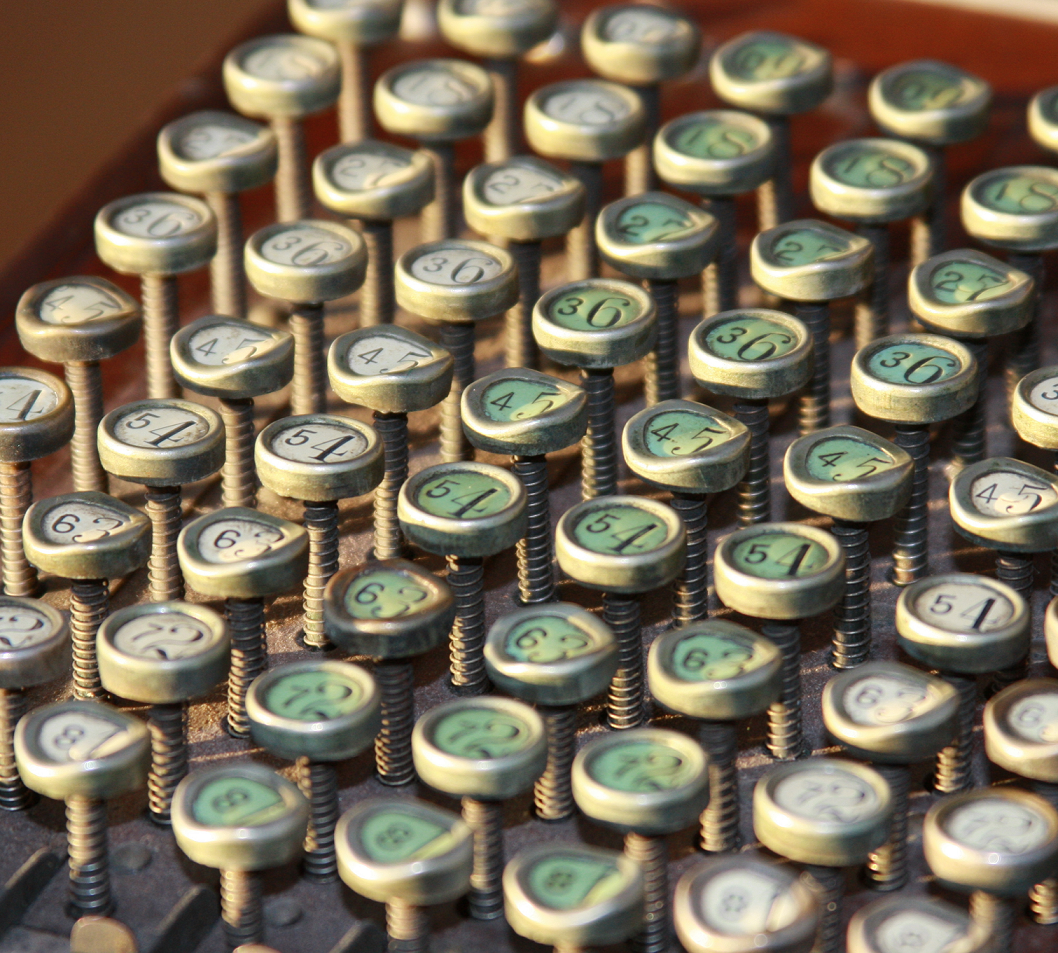
لوحة مفاتيح لنسخة خشبية (1895)

### الصناديق الخشبية
بُنيت أولى الآلات باستخدام صناديق خشبية، مما جعلها أخف وزنًا ولكن أكثر هشاشة. كانت تُعرف باسم "الخشبيات" (Woodies)، وتم إنتاج نحو 6٬500 آلة منها بين عامي 1887 و1903.
وقد حدث تحسّنان مهمان خلال السنوات الأولى من الإنتاج: الأول هو إدخال أزرار تعطيل الحمل لتسريع عمليات الطرح، والثاني هو تمييز الأعمدة اللونية للمفاتيح (ثلاثة بثلاثة، باستثناء أول عمودين المخصصين للكسور من فئة جزء من المئة). واصل فيلت تحسين آلته بتسجيل سبع براءات اختراع خلال أول عشر سنوات، بما في ذلك براءات الاختراع الخاصة بجهاز الكومبتوغراف.
تميَّز كل صف من المفاتيح عن الصف الذي يعلوه أو يليه بشعور لمسي مختلف: الصفوف الزوجية كانت تحتوي على مفاتيح مستديرة وبارزة، بينما الصفوف الفردية كانت تحتوي على مفاتيح مسطحة وبيضاوية. أما مفاتيح أولى الآلات، ذات الحواف المعدنية، فقد كانت شبيهة بمفاتيح الآلات الكاتبة في نفس الفترة. وقد أُدخلت المفاتيح البلاستيكية في وقت مبكر أيضًا، لكنها لم تكن تحتوي على الاختلاف اللمسي ذاته بين الصفوف.
احتوت "الخشبيات" على آلية تصفير ثلاثية الأجزاء: رافعة، ومحدد للرافعة، ومقبض. ولإعادة ضبط الآلة، يجب أولًا دفع الرافعة نحو المحدد، ثم بدء تدوير المقبض، وإطلاق الرافعة بمجرد بدء تحرك أرقام النتيجة. ثم متابعة تدوير المقبض حتى تتم تصفير جميع الأرقام.

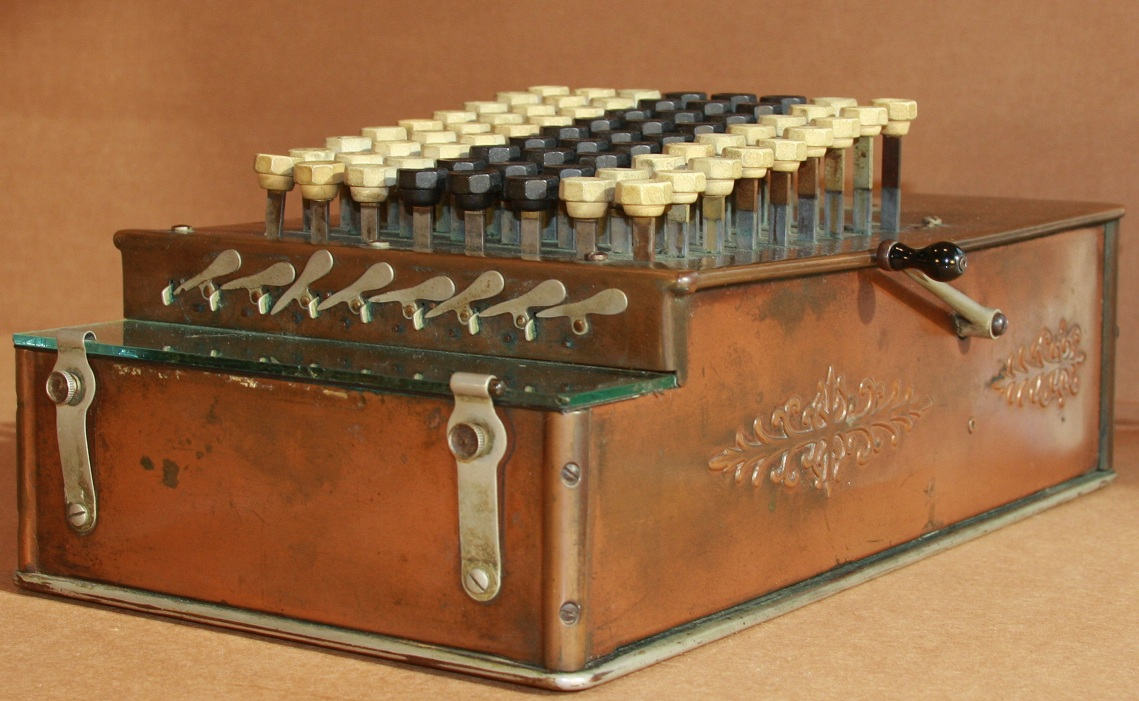
النموذج A (1905)

### الطراز A
جميع الطرازات، بدءًا من هذا النموذج، أصبحت تُصنَع بهياكل معدنية، لكن الطراز A تميز بوجود لوح زجاجي مصقول في واجهته الأمامية لعرض النتائج. وقد تم إنتاج هذا النموذج بين عامي 1904 و1906.
وكما ورد في براءتي الاختراع رقم 762,520 و762,521، فقد أدخل هذا النموذج آلية جديدة لحمل الأرقام تقلل من القوة المطلوبة للضغط على المفاتيح إلى ربع ما كانت عليه في الطرازات السابقة. كما قدم ميزة "الدوبلكس" التي تسمح بالضغط على مفاتيح متعددة في آنٍ واحد. وأخيرًا، تم تبسيط آلية إعادة الضبط لتتطلب فقط رافعة واحدة وتحريكًا واحدًا ذهابًا وإيابًا لإعادة تصفير الآلة. وقد أُطلق على هذا النموذج في بعض إعلانات الحرب العالمية الأولى اسم "الرشاش المكتبي"، وبدأ حينها يأخذ الشكل والآلية اللذين استمر بهما طوال الأربعين سنة التالية.

### الطرازات B، C، D
تم تصنيع هذه النماذج بين عامي 1907 و1915. جميعها تمتاز بهيكل معدني يشبه صندوق الأحذية، وهو التصميم الذي استُخدم حتى نهاية الحرب العالمية الأولى.

### الطراز E

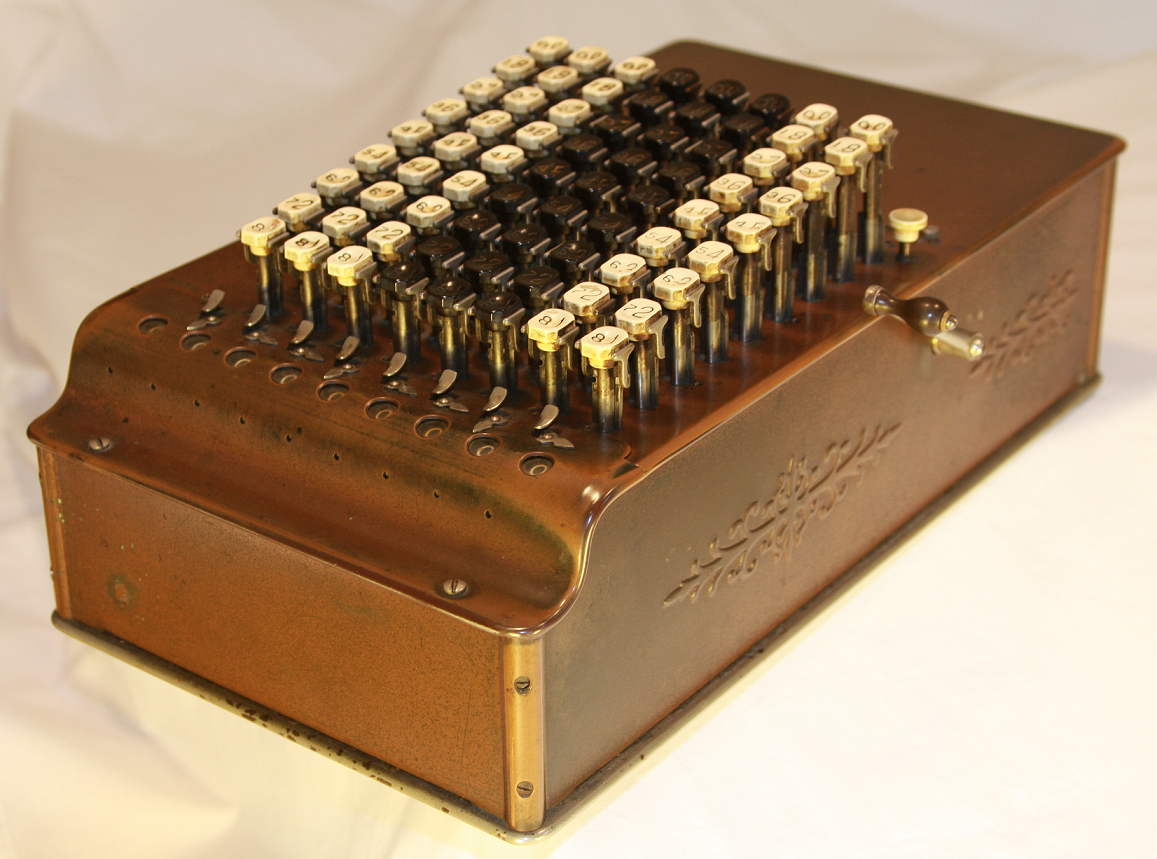
كومبتومتر الطراز E بمفتاح إطلاق أبيض (1914)

تم تصنيع عدد محدود جدًا من هذا الطراز، وجميعها بين عامي 1913 و1915. وكان بمثابة آلة انتقالية قدّمت نظام "المفتاح المضبوط" (Controlled-Key) الذي يعمل كآلية كشف أخطاء. فإذا لم يُضغط المفتاح بشكل كافٍ لإضافة رقمه الكامل إلى النتيجة، يتم حظر معظم لوحة المفاتيح باستثناء العمود الذي وقعت فيه المشكلة، مما يُتيح للمُشغّل تحديد الخطأ وإعادة إدخال الرقم، ثم الضغط على مفتاح الإطلاق لاستئناف العمليات.
وكان كل مفتاح مدعومًا بلوح معدني يلتف حوله من ثلاث جهات، مما وفر بنية تدعم خاصية الحجب عند تفعيل آلية كشف الخطأ. وفي النماذج التالية، تم نقل هذه الآلية إلى داخل الهيكل.

### الطراز F
بدأ إنتاج هذا النموذج في عام 1915 واستمر خمس سنوات. وقد تم نقل آلية كشف الأخطاء إلى داخل الهيكل، وأصبح مفتاح الإطلاق باللون الأحمر. يُعد هذا النموذج الأخير الذي لم يُدرج عليه شعار "كومبتومتر" في واجهته الأمامية أو الخلفية.

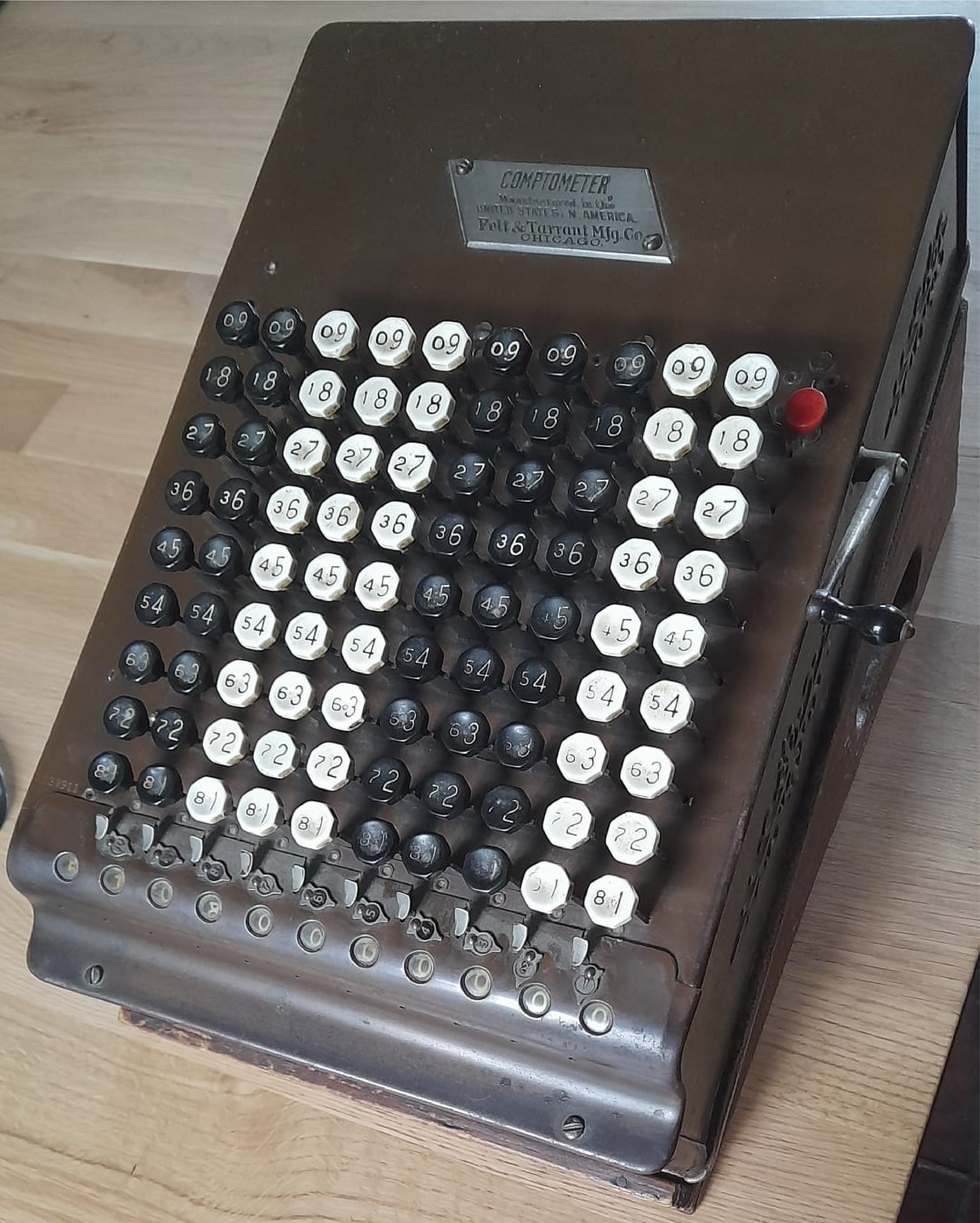
طراز F بعشرة أعمدة ومفتاح تحكم أحمر (1915–1920)

### الطرازات H، J، ST
صُنعت هذه النماذج من عام 1920 وحتى بداية الحرب العالمية الثانية. وتضمنت جميع التحسينات التي أدخلت على النماذج السابقة. وقد نُقش شعار "كومبتومتر" على الواجهتين الأمامية والخلفية، واحتوت على مفتاح الإطلاق الأحمر الذي تم تقديمه في النماذج السابقة.

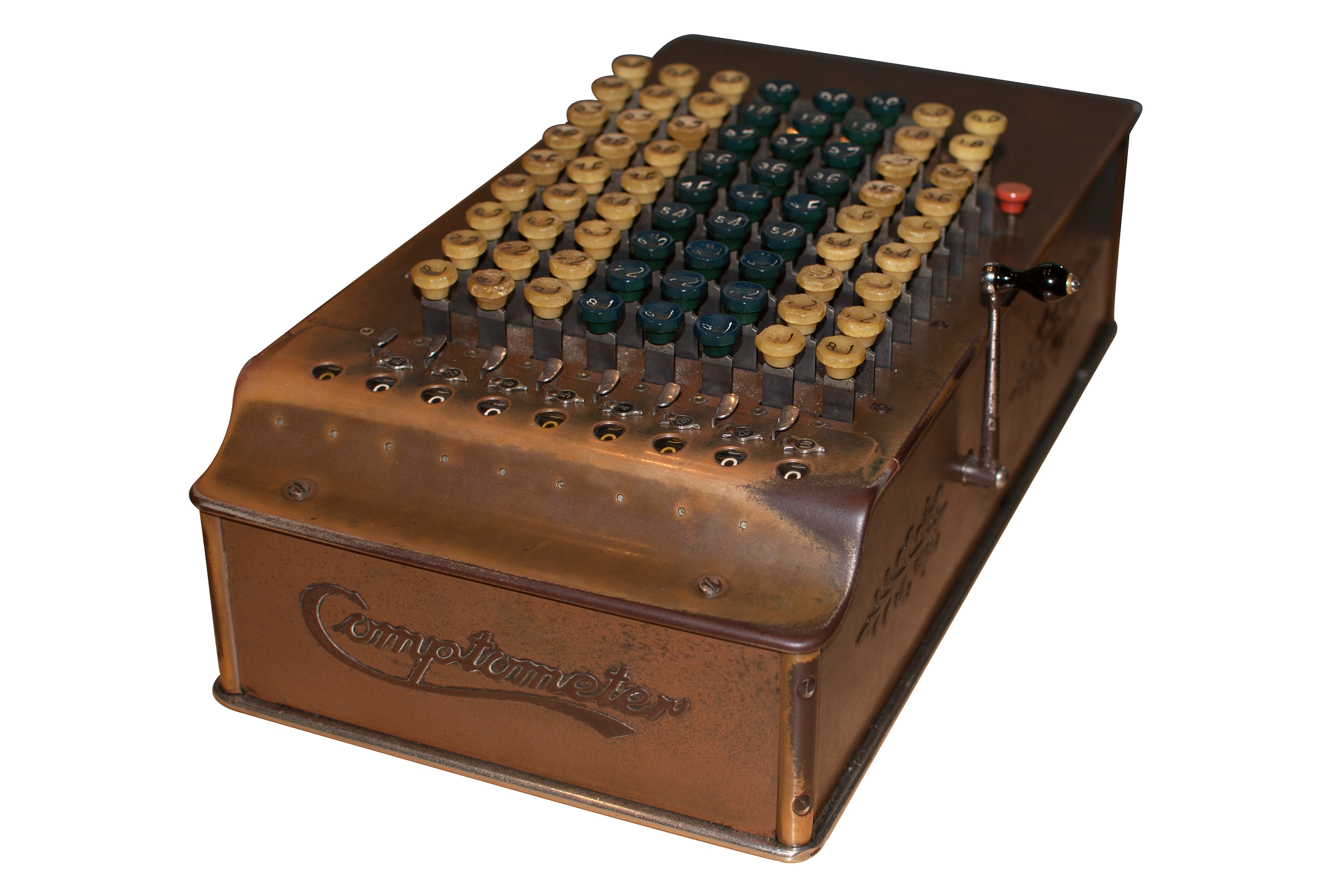
طراز J (القرن العشرون، ثلاثينيات)

أما الطراز ST (اختصارًا لـ SuperTotalizer)، فقد احتوى على سجلين لعرض النتائج ورافعتين إضافيتين لإنتاج نتائج وسيطة. حيث تُضاف كل قيمة يدخلها المشغل إلى السجل العلوي، الذي يُعاد تعيينه وتُضاف قيمته إلى السجل السفلي عند تشغيل الرافعة الأمامية اليمنى. ويُستخدم السجل السفلي لتجميع النتائج الوسيطة حتى يُعاد تصفيره باستخدام الرافعة اليسرى.
وتُعتبر هذه الطرازات الثلاثة آخر ما تم إنتاجه ضمن تصميم "صندوق الأحذية" الذي بدأ مع الطراز B في عام 1907.

### الطراز K
هذا الطراز الكهربائي تم تقديمه في منتصف ثلاثينيات القرن العشرين، وحقق نجاحًا متواضعًا، حيث كانت النماذج الميكانيكية أسهل في الاستخدام وأقل تكلفة في الصيانة.

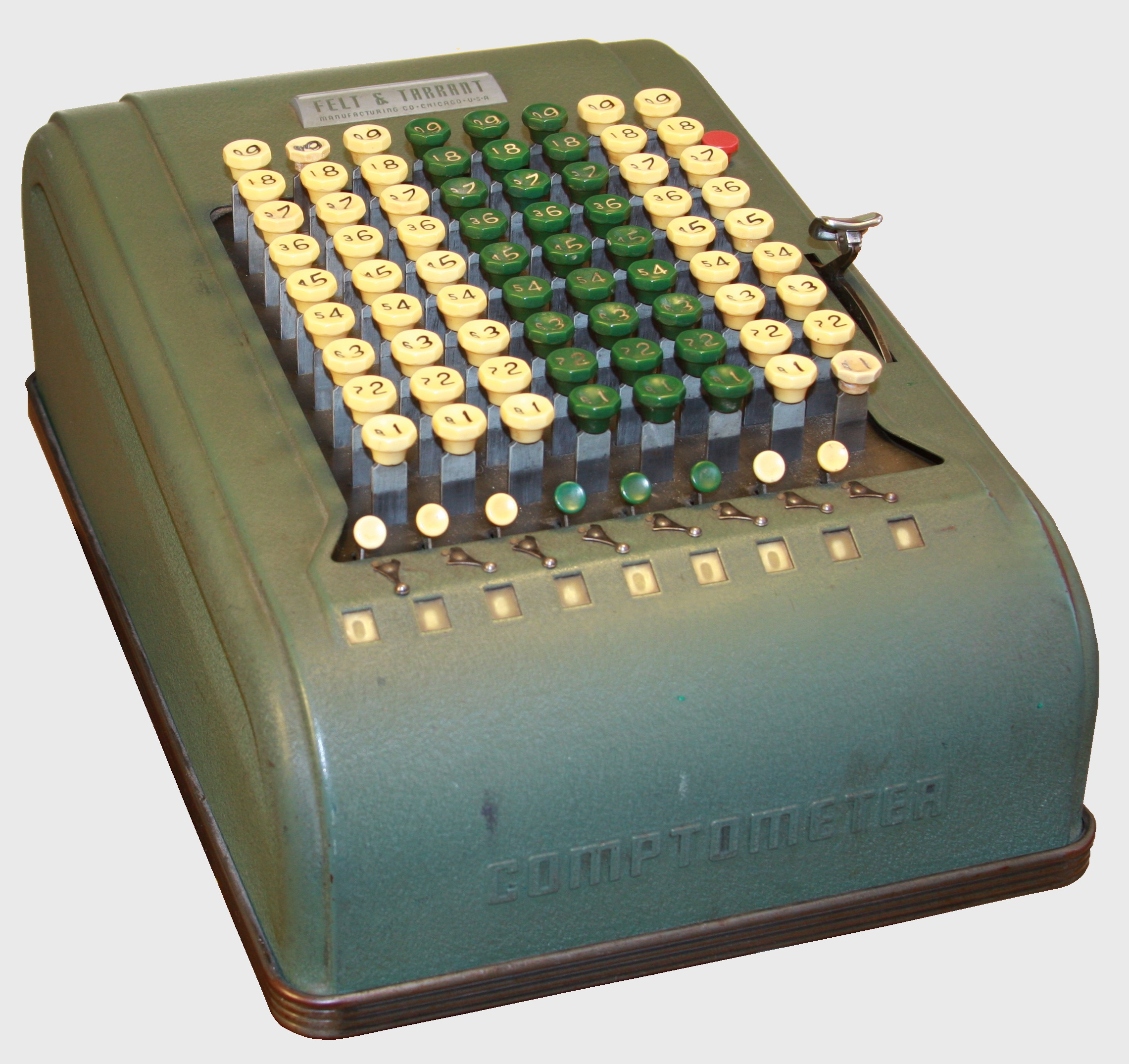
الطراز WM المُنتَج خلال الحرب العالمية الثانية

### الطرازان M وWM
قُدِّم هذا الطراز قبيل اندلاع الحرب العالمية الثانية، وتميز بتصميم جديد أكثر تناظرًا وانسيابية في الشكل. أما طراز WM فقد صُنِع خلال الحرب العالمية الثانية، وتم فيه تقليل الهدر في استخدام المواد ضمن آلية العمل.
احتوى طراز WM على العديد من الأجزاء المصنوعة من الألمنيوم، والتي كانت أكثر عرضة للتلف. ولذلك، بمجرد توفر الفولاذ من جديد، تم العودة إلى استخدامه. وعلى الرغم من أن الآلة أصبحت أخف وزنًا، إلا أنها كانت أيضًا أضعف من حيث المتانة.

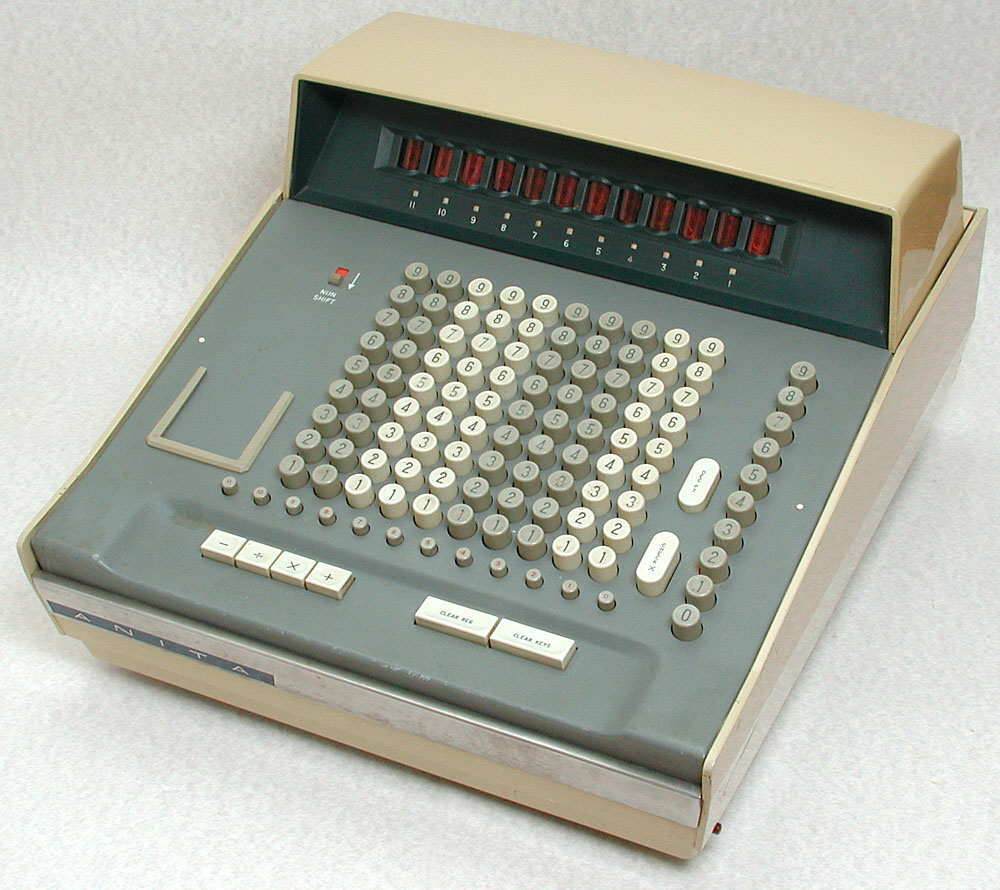
آلة أنيتا مارك الثامن التي بيعت في بريطانيا منذ عام 1962

### الطرازات ما بعد الحرب العالمية الثانية
أصبحت الطرازات في هذه المرحلة أخف وزنًا بفضل استخدام الألمنيوم، كما تطورت التصاميم الداخلية للآليات الميكانيكية. وقد عُرضت آنذاك نماذج ميكانيكية وكهربائية على حد سواء. وكانت المظاهر الخارجية لتلك الطرازات مشابهة لطراز M.
وقد خلف الطراز 3D11 الطراز M، في حين حل الطراز الكهربائي 992 محل الطراز K. وكان من أبرز التغييرات الظاهرة على الطرازين 3D11 و992 استخدام مفاتيح بلونين من الأخضر وذات عمق أكبر، يبلغ تقريبًا ضعف عمق المفاتيح الأصلية القديمة، مما جعل التمييز بينها أكثر سهولة. كما تم نقل مفتاح تحرير القفل (الأحمر) من الركن العلوي الأيمن للوحة المفاتيح إلى المنتصف، أسفل مفاتيح الرقم "1"، ليُصبح من الممكن تشغيله باستخدام الإبهام.
أما في الطراز الكهربائي K، فكان المحرك يُشغّل عبر مفتاح ويظل يعمل بشكل مستمر أثناء الاستخدام. أما في الطراز 992، فقد تم إدخال مفتاح دقيق (ميكرو سويتش) يعمل عند بداية الضغط على أي مفتاح ويتوقف بمجرد اكتمال العملية، مما قلل من استهلاك المحرك بشكل كبير.
أهم التصاميم الجديدة في هذه الحقبة جاءت من شركة "Sumlock Comptometer Ltd" التي قدمت أول آلات حاسبة مكتبية إلكترونية بالكامل قبل سنتين تقريبًا من المنافسين. وكانت تلك الآلات هي آلة حاسبة ANITA، التي قُدمت لأول مرة عام 1961 وسُوِّقت في أوروبا القارية، وآلة ANITA Mark VIII، التي تم تقديمها في نفس الوقت تقريبًا، وسُوِّقت في بريطانيا وباقي أنحاء العالم. وبدأ شحن كلا الطرازين في عام 1962.
أما آخر آلة من نوع أنيتا احتوت على لوحة مفاتيح على طراز "كومبتومتر" فكانت ANITA mk 10، التي قُدّمت في عام 1965، وكانت لا تزال تعتمد على أنابيب التبديل ذات المهبط البارد، قبل أن تُستبدل في عام 1968 بـ ANITA mk 11، وهي آلة تحتوي على لوحة مفاتيح مكونة من 10 مفاتيح فقط.
كما أن أول آلة حاسبة مكتبية تحتوي على ترانزستورات بالكامل من إنتاج شركة شارب، وهي CS-10A COMPET، والتي قُدمت في صيف عام 1964، احتوت هي الأخرى على لوحة مفاتيح من نوع "كومبتومتر".

## الروابط الخارجية
- سيرة الآلة "Comptometer" – تاريخ موسع، معلومات عن النماذج، وسيرة دور فيلت، محفوظة – تم الوصول إليها في 30 أغسطس 2017.
- www.rechenmaschinen-illustrated.com
- آلات Comptometer والآلات الحاسبة المدفوعة بالمفاتيح – مزيد من الصور والوصف للنماذج، تم الوصول إليها في 11 أبريل 2007.
- ami19.org – براءات اختراع ومقالات حول الآلات الحاسبة الميكانيكية في القرن التاسع عشر.
- دليل تعليمات Comptometer، تم الوصول إليه في 11 أبريل 2007.
- صورة Comptometer، تم الوصول إليها في 21 أغسطس 2007.
- كيفية عمل Comptometer – فيديو متحرك يصف بالتفصيل كيفية عمل نموذج F من Comptometer، تم الوصول إليه في 1 فبراير 2012.
- طرق تشغيل Comptometer - نص من الطبعة الأولى لدليل التشغيل الرسمي لـ Comptometer، من عام 1895.